# Phaethornis baroni
Phaethornis baroni, "ecuadoreremit", är en fågel i familjen kolibrier.

## Utbredning och systematik
Fågeln förekommer från västra Ecuador (västra Esmeraldas till södra Loja) till nordvästra Peru (Tumbes, Piura). Den betraktas oftast som underart till långnäbbad eremit (Phaethornis longirostris), men urskiljs sedan 2014 som egen art av Birdlife International, IUCN och Handbook of Birds of the World.

## Status
Den kategoriseras av IUCN som livskraftig.